# 남자와 여자
《남자와 여자》는 2018년에 개봉한 대한민국의 영화이다.

## 캐스팅
- 이상현:주목 역
- 고애리:순종 역
- 정선철:시범 역
- 정서인:간호사 역
- 이강진:아버지 역
- 조혜련

## 같이 보기
- 2018년 대한민국의 영화 목록